# Commission pour l'éradication de la corruption (Indonésie)
La Commission pour l'éradication de la corruption indonésienne (en indonésien : Komisi Pemberantasan Korupsi ou KPK) est une agence gouvernementale créée pour lutter contre la corruption. Son président actuel (2019) est Agus Raharjo. En 2013, l'agence a remporté le prix Ramon-Magsaysay.

## Histoire

### Contexte
Les efforts de lutte contre la corruption ont commencé en Indonésie dans les années 1950. Après avoir vivement critiqué la corruption au début du régime de l'Ordre nouveau à la fin des années 1960, le président Soeharto nomme en 1970 une Commission des Quatre . Le rapport de cette commission note que la corruption est "généralisée", mais aucun des cas qui nécessitaient une action urgente ne fait l'objet d'un suivi. Des lois ne sont adoptées qu’en 1999, qui donnent à la police et au parquet le pouvoir d’enquêter sur les affaires de corruption.

### Établissement
La loi n ° 30/2002 sur la Commission d'éradication de la corruption a été adoptée en 2002, fournissant une base légale pour la création de la KPK,. Depuis lors, la Commission a engagé d'importants travaux de révélation et de poursuite des affaires de corruption dans des organes gouvernementaux cruciaux, allant jusqu'à la Cour suprême.

## Fonctions
La vision de la KPK est d'éliminer la corruption en Indonésie. Ses tâches consistent notamment à enquêter et à poursuivre les affaires de corruption et à surveiller la gouvernance de l'État. Il est habilité à demander des réunions et des rapports au cours de ses enquêtes. Il peut également autoriser les écoutes téléphoniques, imposer des interdictions de voyager, demander des informations financières sur les suspects, geler les transactions financières et solliciter l'assistance d'autres organismes chargés de l'application de la loi,. Il a également le pouvoir de détenir des suspects, y compris des personnalités connues, et le fait fréquemment.

## Réalisations

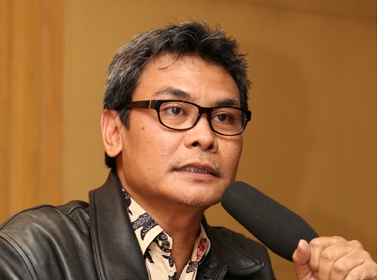
Johan Budi, ancien porte-parole de la Commission

Le travail de la KPK est une source de controverse persistante en Indonésie. La commission est prudente, mais parfois assez agressive, dans la poursuite d'affaires très en vue. Par exemple, lorsqu’il a rendu compte des activités de la KPK, un observateur étranger a déclaré que la commission avait « attaqué de front la corruption endémique qui reste un héritage de la kleptocratie de Soeharto, qui dure depuis 32 ans. Depuis qu'elle a commencé ses activités à la fin de 2003, la commission a enquêté, poursuivi et atteint un taux de condamnation de 100% dans 86 affaires de corruption liée à des achats et à des budgets publics." Pour afficher une fois de plus sa détermination à réprimer les personnes soupçonnées de corruption, la KPK a nommé, le 7 décembre 2012, les deux frères du socialiste indonésien Rizal Mallarangeng, le ministre indonésien des Sports, Andi Mallarangeng (id), et le consultant de Fox Indonesia, Choel Mallarangeng, suspectés dans une affaire de corruption de plusieurs millions de dollars le dernier scandale qui a frappé le parti au pouvoir du président Susilo Bambang Yudhoyono en prévision de l'élection présidentielle de 2014 en Indonésie. Mallarangeng est le premier ministre à démissionner après des allégations de corruption depuis l'entrée en fonction du KPK en 2003 ,
Budiono Prakoso, responsable de la division de l'éducation publique de la KPK, a déclaré en décembre 2008 qu'en raison de son personnel et de ses ressources limités, sur quelque 16 200 cas signalés à la commission, seul un petit nombre avait été traité. Un grand nombre de rapports solides ont informé la KPK de cas présumés de corruption et d'utilisation abusive de fonds budgétaires par des agences gouvernementales aux niveaux national et régional. "Le problème principal est la volonté politique du gouvernement aux niveaux régional et national. La volonté politique reste faible. Tout est encore au bout des lèvres ", a-t-il déclaré.
Des militants d'ONG invitent souvent la KPK à être plus offensive dans son travail. Par exemple, Putu Wirata Dwikora, directeur de Bali Corruption Watch (BCW), a demandé à la KPK d’enquêter sur des affaires de corruption à Bali. Il a déploré la pratique de la commission consistant à confier les affaires de corruption à Bali au bureau du procureur local pour complément d'enquête. "La KPK devrait être directement impliqué dans les enquêtes afin de créer un effet dissuasif", a déclaré Putu.
D'autre part, le succès de la KPK à utiliser des outils controversés tels que les écoutes téléphoniques sans mandat et son ciblage sur des cibles de haut niveau telles que «les hommes d'affaires, les bureaucrates, les banquiers, les gouverneurs, les diplomates, les législateurs, les procureurs, les fonctionnaires de police et d'autres Société indonésienne ", a provoqué une sorte de réaction en retour. Des tentatives de saper la Commission au Parlement ont été rapportées.

## La KPK et la police
Selon de nombreux observateurs indonésiens, le différend "gecko contre crocodile" a illustré les tensions qui existeraient entre le KPK et la police nationale indonésienne. Certaines enquêtes très médiatisées menées par le KPK ont porté sur des allégations de corruption aux plus hauts niveaux de la police. Cette approche aurait entraîné un ressentiment généralisé au sein de la force de police à l'égard du travail de la KPK. De vives tensions sont apparues au début du mois de décembre 2012 lorsque la KPK a pris la décision très controversée consistant à arrêter l'inspecteur général Djoko Susilo, haut responsable général de la police, pour corruption. Quelques jours plus tard, le président Susilo Bambang Yudhoyono a fait part de son inquiétude face aux tensions entre la KPK et la police.

### Le différend "Gecko vs Crocodile"

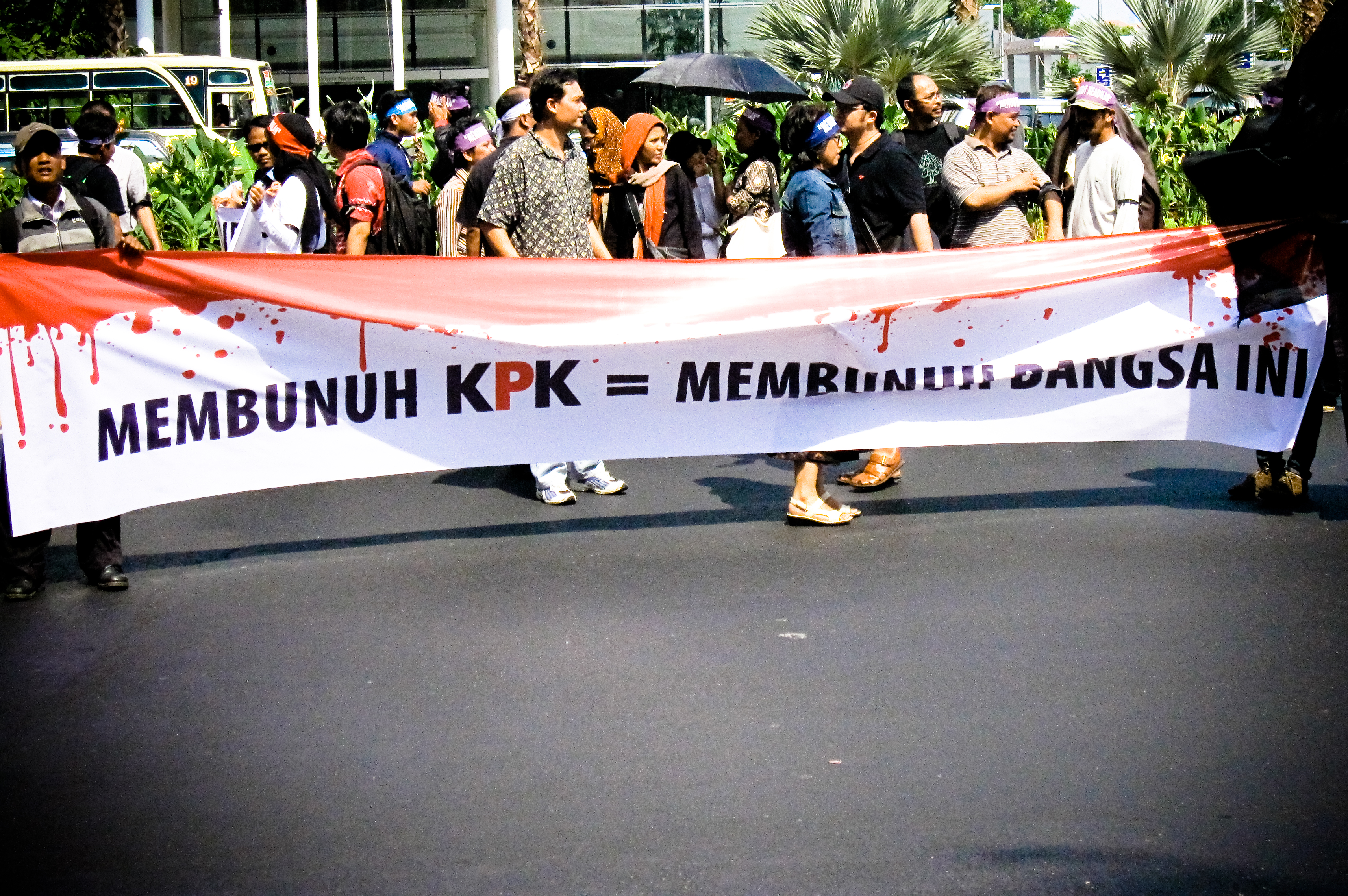
Manifestation de soutien à la KPK. La banderole déclare : "Tuer la KPK = tuer cette nation".

En avril 2009, inquiet que la KPK ait tapé sur son téléphone alors qu'il enquêtait sur une affaire de corruption, le chef de la police indonésienne Susno Duadji a comparé la KPK à un gecko (en indonésien : cicak) combattant un crocodile (en indonésien : buaya), la police. En fin de compte, le commentaire de Susno s'est rapidement retourné contre lui, car l'image d'un cicak se tenant debout devant un buaya (similaire à celle de David et Goliath ) a immédiatement séduit en Indonésie. Un mouvement populaire bruyant soutenant le cicak est rapidement apparu. Les étudiants ont organisé des manifestations de Cicak pro, de nombreux journaux ont des dessins animés avec cicaks alignant contre un buaya laid, et de nombreux talk - shows TV ont le sujet cicak par rapport buaya avec enthousiasme. En conséquence, les références aux cicak combattant un buaya sont devenues une partie bien connue de l’image politique de l’Indonésie.
En septembre, deux vice-présidents de la KPK, Chandra Hamzah et Bibit Samad Rianto, qui avaient été suspendus en juillet, ont été arrêtés pour extorsion de fonds et corruption. Les deux hommes ont nié les accusations, affirmant qu'ils étaient censés affaiblir la KPK. Des manifestations ont eu lieu dans plusieurs villes pour soutenir les hommes et une campagne de soutien sur le site de réseau social Facebook a rassemblé un million de membres. Le 2 novembre 2009, le président Susilo Bambang Yudhoyono a mis sur pied une équipe chargée d'enquêter sur les allégations. Le lendemain, lors d'une audience devant la Cour constitutionnelle indonésienne, des conversations dramatiques ont été diffusées sur des conversations téléphoniques comportant des informations erronées, révélant apparemment un complot visant à saper la KPK. Les noms des hommes d’affaires Susno Duadji, du procureur général adjoint Abdul Hakim Ritonga et d’un homme d’affaires Anggodo Widjojo ont également été cités. Bibit et Chandra ont été relâchés plus tard le même jour,,.
Le 10 novembre, lors du procès du président de la KPK, Antasari Azhar, arrêté en mai pour avoir prétendument organisé le meurtre d'un homme d'affaires, l'ancien chef de la police de Jakarta-Sud, Williardi Wizard, a déclaré que des officiers supérieurs de la police lui avaient demandé de les aider à capturer Azhari.
L’équipe créée par le président, "l’équipe des huit", a présenté ses recommandations le 17 novembre 2009. Celles-ci comprenaient l’arrêt des poursuites contre Bibit et Chandra, des sanctions contre les responsables coupables d’actes répréhensibles et la création d’une commission d’État chargée de mettre en œuvre les réformes institutionnelles des forces de l’ordre. Le président a déclaré qu'il répondrait dans la semaine.
Le 23 novembre 2009, le président a prononcé un discours en réponse aux conclusions de l'équipe des huit. Il a déclaré qu'il serait préférable que l'affaire Bibit-Chandra soit réglée à l'amiable mais ne demande pas que l'affaire soit classée. Il a également déclaré que des réformes étaient nécessaires au sein de la police nationale indonésienne, du bureau du procureur général et de la KPK. Son discours a semé la confusion parmi les membres de l’équipe des huit et a provoqué une protestation de la part de militants qui ont symboliquement jeté leurs serviettes dans le but de critiquer ce qu’ils considéraient être la réponse peu convaincante du président. Le 3 décembre 2009, le président a été officiellement informé que les charges retenues contre Bibit et Chandra avaient été retirées,,.
L'arrestation du vice-président de la KPK, Bambang Widjojanto, par la police indonésienne, le 23 janvier 2015, a relancé le différend "gecko contre crocodile". L'arrestation a eu lieu après que la commission eut déclaré suspect le candidat du chef de la police indonésienne Budi Gunawan, approuvé par le Parlement, dans une affaire de gratification le 14 février, quelques jours avant son entrée en fonction. Le public indonésien a considéré l'arrestation comme une attaque contre la KPK et un soutien immédiat à la KPK. Immédiatement après l'annonce de son arrestation, divers groupes ont manifesté devant le siège de la KPK à Jakarta Sud pour manifester leur soutien à l'organisation. Les internautes ont également créé le hashtag #SaveKPK, qui est devenu un sujet de tendance mondiale sur les réseaux sociaux Twitter.

## Ressources
Les ressources fournies à la KPK ont augmenté ces dernières années. Cependant, le travail de la commission est toujours limité par des budgets limités et un petit nombre d'employés.
KPK : budget et personnel, 2008 - 2011 
| Année | Budget (milliards de Rp) | Budget (millions de $ US) | Personnel | $ US par membre du personnel |
| ----- | ------------------------ | ------------------------- | --------- | ---------------------------- |
| 2008  | 233                      | 24,6                      | 540       | 45 550                       |
| 2009  | 315                      | 33,3                      | 652       | 51 070                       |
| 2010  | 431                      | 45,5                      | 638       | 71 320                       |
| 2011  | 540                      | 57,0                      | 752       | 75 800                       |

## Présidents
- 2003 à 2007 Taufiequrachman Ruki
- 2007 à 2009 Antasari Azhar
- 2009 à 2010 Tumpak Hatorangan Panggabean
- 2010 à 2011 Busyro Muqoddas
- 2011 à 2015 Abraham Samad
- 2015 Idriyanto Seno Adji